# U-594
Unterseeboot 594 foi um submarino alemão do Tipo VIIC, pertencente a Kriegsmarine que atuou durante a Segunda Guerra Mundial.

## Comandantes
| Comandante            | Data                                        |
| --------------------- | ------------------------------------------- |
| Dietrich Hoffmann     | 30 de outubro de 1941 - 26 de julho de 1942 |
| Kptlt. Friedrich Mumm | 25 de julho de 1942 - 4 de junho de 1943    |

## Subordinação
Durante o seu tempo de serviço, esteve subordinado às seguintes flotilhas:
| Período                                         | Flotilha                                  |
| ----------------------------------------------- | ----------------------------------------- |
| 30 de outubro de 1941 - 28 de fevereiro de 1942 | 8. Unterseebootsflottille (treinamento)   |
| 1 de março de 1942 - 4 de junho de 1943         | 7. Unterseebootsflottille (serviço ativo) |

## Operações conjuntas de ataque
O U-594 participou das seguinte operações de ataque combinado durante a sua carreira:
- Rudeltaktik Blücher (14 de agosto de 1942 - 28 de agosto de 1942)
- Rudeltaktik Stier (29 de agosto de 1942 - 2 de setembro de 1942)
- Rudeltaktik Vorwärts (2 de setembro de 1942 - 17 de setembro de 1942)
- Rudeltaktik Jaguar (10 de janeiro de 1943 - 31 de janeiro de 1943)
- Rudeltaktik Pfeil (1 de fevereiro de 1943 - 9 de fevereiro de 1943)
- Rudeltaktik Löwenherz (1 de abril de 1943 - 10 de abril de 1943)